# Guillem Ernest I de Saxònia-Weimar-Eisenach
Guillem Ernest I de Saxònia-Weimar-Eisenach (Weimar, 1876 - Heinrichau, Silèsia, 1923). Darrer gran duc sobirà de Saxònia-Weimar-Eisenach.
Nascut a la ciutat de Weimar, capital del gran ducat de Saxònia-Weimar-Eisenach, el dia 10 de juny de l'any 1876, era filla del príncep hereu Carles August de Saxònia-Weimar-Eisenach i de la princesa Paulina de Saxònia-Weimar-Eisenach. Guillem Ernest era net del gran duc Carles Alexandre I de Saxònia-Weimar-Eisenach i de la princesa Sofia dels Països Baixos per via paterna; mentre que per via materna ho era del príncep Germà de Saxònia-Weimar-Eisenach i de la princesa Augusta de Württemberg.
El dia 30 d'agost de 1903 es casà a Bückeburg amb la princesa Carolina de Reuss-Greiz, filla del príncep Enric XXII de Reuss-Greiz i de la princesa Ida de Schaumburg-Lippe. La parella no tingué fills i Carolina morí en estranyes circumstàncies el dia 17 de gener de 1905 a Weimar.
Posteriorment, el dia 21 de gener de 1910 contragué de nou matrimoni a Meiningen amb la princesa Feodora de Saxònia-Meiningen, filla del príncep Frederic de Saxònia-Meiningen i de la princesa Adelaida de Lippe-Biesterfeld. La parella tingué quatre fills:
- SA la princesa Sofia de Saxònia-Weimar-Eisenach, nada el 1911 a Weimar i morta el 1988 a Hamburg. Contragué matrimoni amb el príncep Frederic de Schwarzburg el 1938 a Heinrichau.

- SAR el príncep Carles August de Saxònia-Weimar-Eisenach, nat el 1912 al Castell de Wilhelmsthal i mort el 1988 a Schienen am Bodensee. Es casà el 1944 al Castell de Wartburg amb la princesa Elisabet de Wagenheim-Winterstein.

- SA el príncep Bernat de Saxònia-Weimar-Eisenach, nat el 1917 a Weimar i mort el 1986 a Wiesbaden. Es casà a Heinrichau el 1943 amb la princesa Felicitat de Salm-Horstmar de qui es divorcià el 1956.

- SA el príncep Jordi Guillem de Saxònia-Weimar-Eisenach, que el 1953 adoptà el nom de Jörg Brena. Nascut el 1921 a Heinrichau. Es casà el 1956 a Friburg de Brisgòvia amb Gisela Jänisch.

Al llarg del regnat de Guillem Ernest es portà a terme una important tasca de restauració de teatres i edificis oficials. Malgrat la seva enorme tasca política al cap del gran ducat, el seu regnat fou de pèssim record per la fama que tenia el gran duc de ser una persona sàdica.
L'any 1918, amb la caiguda de l'Imperi Alemany, el gran duc Guillem Ernest fugí de Weimar el dia 9 d'octubre perdent el tron i totes les propietats familiars i refugiant-se a la localitat de Heinrichau a Silèsia. D'ell es digué que era el príncep més impopular de tot Alemanya.
En ser besnet del rei Guillem II dels Països Baixos i davant de la manca d'hereus al tron holandès des de la pujada al tron de Guillemina I dels Països Baixos, el Parlament holandès davant la por d'una ocupació alemanya i d'una hipotètica unió entre Weimar i l'Haia, pretengué dictar un seguit de reglament que excloguessin al gran duc Guillem Ernest de la successió al tron holandès.
Ara bé, el naixement de la princesa Juliana dels Països Baixos no feu necessària l'aprovació d'aquesta llei.